# Románia az 1972. évi téli olimpiai játékokon
Románia a japán Szapporóban megrendezett 1972. évi téli olimpiai játékok egyik részt vevő nemzete volt. Az országot az olimpián 4 sportágban 13 sportoló képviselte, akik érmet nem szereztek.

## Alpesisí
Férfi
| Versenyző     | Versenyszám      | Selejtező | Selejtező | Döntő          | Döntő    | Döntő         | Döntő         | Döntő      | Döntő      |
| Versenyző     | Versenyszám      | Selejtező | Selejtező | 1. futam       | 1. futam | 2. futam      | 2. futam      | Összesítés | Összesítés |
| Versenyző     | Versenyszám      | Idő       | Hely.     | Idő            | Hely.    | Idő           | Hely.         | Idő        | Helyezés   |
| ------------- | ---------------- | --------- | --------- | -------------- | -------- | ------------- | ------------- | ---------- | ---------- |
| Virgil Brenci | Lesiklás         |           |           |                |          |               |               | 2:04,33    | 48.        |
| Virgil Brenci | Műlesiklás       | 1:46,46   | 15.       | 1:01,56        | 30.      | 1:00,02       | 22.           | 2:01,58    | 20.        |
| Virgil Brenci | Óriás-műlesiklás |           |           | 1:42,81        | 40.      | 1:44,59       | 29.           | 3:27,40    | 33.        |
| Dan Cristea   | Lesiklás         |           |           |                |          |               |               | 2:01,26    | 39.        |
| Dan Cristea   | Műlesiklás       | kizárták  | kizárták  | idő nem ismert | 23.      | nem ért célba | nem ért célba | kiesett    | kiesett    |
| Dan Cristea   | Óriás-műlesiklás |           |           | 1:37,93        | 30.      | 1:41,95       | 23.           | 3:19,88    | 26.        |

## Biatlon
| Versenyző                                                | Versenyszám      | Lövőhiba | Időeredmény | Helyezés |
| -------------------------------------------------------- | ---------------- | -------- | ----------- | -------- |
| Constantin Carabela                                      | 20 km egyéni     | 11       | 1:33:45,95  | 52.      |
| Victor Fontana                                           | 20 km egyéni     | 5        | 1:24:17,85  | 28.      |
| Vilmoş Gheorghe                                          | 20 km egyéni     | 8        | 1:25:52,27  | 32.      |
| Nicolae Veştea                                           | 20 km egyéni     | 6        | 1:27:08,21  | 34.      |
| Nicolae Veştea Victor Fontana Ion Teposu Vilmoş Gheorghe | 4 × 7,5 km váltó | 5        | 1:59:30,61  | 9.       |

## Bob
| Versenyző                                               | Versenyszám | 1. futam | 1. futam | 2. futam | 2. futam | 3. futam | 3. futam | 4. futam | 4. futam | Összesítés | Összesítés |
| Versenyző                                               | Versenyszám | Idő      | Hely.    | Idő      | Hely.    | Idő      | Hely.    | Idő      | Hely.    | Idő        | Helyezés   |
| ------------------------------------------------------- | ----------- | -------- | -------- | -------- | -------- | -------- | -------- | -------- | -------- | ---------- | ---------- |
| Ion Panțuru Ion Zangor                                  | Kettes      | 1:16,50  | 7.       | 1:15,31  | 2.       | 1:14,04  | 3.       | 1:14,68  | 9.       | 5:00,53    | 5.         |
| Dragoş Panaitescu-Rapan Dumitru Focşeneanu              | Kettes      | 1:17,98  | 14.      | 1:17,00  | 13.      | 1:14,67  | 11.      | 1:15,24  | 13.      | 5:04,89    | 12.        |
| Ion Panțuru Ion Zangor Dumitru Pascu Dumitru Focşeneanu | Négyes      | 1:12,07  | 11.      | 1:12,65  | 14.      | 1:11,08  | 7.       | 1:11,32  | 7.*      | 4:47,12    | 10.        |

* - egy másik csapattal azonos eredményt ért el

## Műkorcsolya
| Versenyző      | Versenyszám  | Kötelező elemek   | Kötelező elemek | Kűr               | Kűr   | Összesítés                     | Összesítés                     | Összesítés                     | Összesítés                     | Összesítés                     | Összesítés                     | Összesítés                     | Összesítés                     | Összesítés                     | Összesítés        | Összesítés        | Összesítés  | Összesítés | Összesítés |
| Versenyző      | Versenyszám  | Kötelező elemek   | Kötelező elemek | Kűr               | Kűr   | Helyezési pontszámok bírónként | Helyezési pontszámok bírónként | Helyezési pontszámok bírónként | Helyezési pontszámok bírónként | Helyezési pontszámok bírónként | Helyezési pontszámok bírónként | Helyezési pontszámok bírónként | Helyezési pontszámok bírónként | Helyezési pontszámok bírónként | Több. hely. száma | Több. hely. össz. | Hely. össz. | Pont       | Helyezés   |
| Versenyző      | Versenyszám  | Több. hely. száma | Hely.           | Több. hely. száma | Hely. | 1                              | 2                              | 3                              | 4                              | 5                              | 6                              | 7                              | 8                              | 9                              | Több. hely. száma | Több. hely. össz. | Hely. össz. | Pont       | Helyezés   |
| -------------- | ------------ | ----------------- | --------------- | ----------------- | ----- | ------------------------------ | ------------------------------ | ------------------------------ | ------------------------------ | ------------------------------ | ------------------------------ | ------------------------------ | ------------------------------ | ------------------------------ | ----------------- | ----------------- | ----------- | ---------- | ---------- |
| Fazekas György | Férfi egyéni | 9×17+             | 17.             | 9×17+             | 17.   | 17,0                           | 17,0                           | 17,0                           | 17,0                           | 17,0                           | 17,0                           | 17,0                           | 17,0                           | 17,0                           | 9×17+             | 153,0             | 153,0       | 2094,0     | 17.        |